# Penseelfranjezwam
De penseelfranjezwam (Thelephora penicillata) is een schimmel die behoort tot de familie Thelephoraceae. De zwam is een mycorrhiza-schimmel, maar hij kan waarschijnlijk ook als saprotroof leven, waarbij hij zijn stoffen ontleent aan rottend hout, bladeren en naalden. Hij komt voor in loofbossen op, op de grond liggende bladeren en op dode boomtakken en wordt ook gevonden op sparrenstammen. De vruchtlichamen verschijnen van de late zomer tot het einde van de herfst.

## Kenmerken
Het vruchtlichaam is waaiervormig, lijkt op een rozet en wordt laag op de bosbodem gevormd. Het is 4 tot 15 cm breed en individuele stekels zijn 2 tot 7 cm lang. Violetbruin van kleur aan de basis en wit of crème naar vertakte en puntige punten. Oudere vruchtlichamen worden van binnen bruin. De geur is aards, maar zwak. De smaak is mild, niet karakteristiek.
De sporen zijn hoekig-ellipsoïde en meten 7–10 × 5–7 µm met onregelmatige papillen, paarsbruin in bulk.

## Verspreiding
Hij komt voor in Noord-Amerika, Europa en Azië. Het grootste aantal posities waarnemingen komen uit Europa. In Nederland komt hij matig algemeen voor.